# Канаш (Белебеївський район)
Кана́ш (рос. Канаш, башк. Канаш) — присілок у складі Белебеївського району Башкортостану, Росія. Входить до складу Слакбашівської сільської ради.
Населення — 44 особи (2010; 40 в 2002).
Національний склад:
- чуваші — 100 %